# Terminus Panama
Pour les articles homonymes, voir Panama (homonymie).
Le terminus Panama est un terminus métropolitain de l'Autorité régionale de transport métropolitain situé dans la ville de Brossard. Il constitue un point de correspondance entre plusieurs lignes d'autobus du Réseau de transport de Longueuil, d'exo et de la Ville de Saint-Jean-sur-Richelieu ainsi que la station Panama de la ligne A du Réseau express métropolitain. 

## Réseau express métropolitain
Une correspondance s'effectue avec la ligne A par la station Panama.

## Autobus
Ci-dessous sont présentés tous les circuits d'autobus se rendant au terminus Panama.

### Réseau de transport de Longueuil
| Circuit | Destinations                                                                                                | Quai | Aile |
| ------- | --- | ---- | ---- |
| 5       | Brossard (Avenue Auteuil) - St-Hubert (Montée St-Hubert - Secteur M)                                        | 22   | C    |
| 6       | Saint-Lambert (Rue Victoria - rue Riverside) - Terminus Longueuil                                           | 27   | C    |
| 13      | Brossard (Secteurs P-V) - Saint-Lambert (Rue Riverside) - Terminus Longueuil                                | 26   | C    |
| 15      | Greenfield Park (Boulevard Churchill) - Saint-Lambert (Rue Alexandra) - Terminus Longueuil                  | 26   | C    |
| 30      | Brossard (Secteurs P-V)                                                                                     | 17   | B    |
| 31      | Brossard (Boulevard St-Laurent)                                                                             | 8    | A    |
| 33      | Brossard (Secteurs M-N-O)                                                                                   | 17   | B    |
| 34      | Brossard (Secteur A) - Greenfield Park (Secteur Bellevue)                                                   | 16   | B    |
| 37      | Saint-Lambert (Boulevard Simard - Secteur Préville)                                                         | 18   | B    |
| 38      | Brossard (Secteur B - Boulevard Chevrier - Quartier DIX30) - Terminus Brossard                              | 18   | B    |
| 41      | Brossard (Boulevard de Rome - Boulevard Milan - Boulevard Lapinière)                                        | 22   | C    |
| 42      | Brossard (Boulevard Milan) - Saint-Hubert (Boulevard Gaétan Boucher - Parc de la Cité)                      | 28   | C    |
| 43      | Brossard (Boulevard Lapinière - Boulevard Milan - Boulevard de Rome)                                        | 23   | C    |
| 44      | Brossard (Secteurs M-N-O)                                                                                   | 24   | C    |
| 46      | Brossard (Secteurs R-S-T)                                                                                   | 27   | C    |
| 47      | Brossard (Boulevard Pelletier - Boulevard Rivard - Chemin des Prairies) -Terminus Brossard                  | 21   | C    |
| 49      | 49 Brossard (Avenue San-Francisco - Secteur R)                                                              | 20   | C    |
| 50      | Brossard (Avenue Bienville)- St-Hubert (Rue Orchard - Rue Prince-Charles)                                   | 23   | C    |
| 54      | Boulevard Taschereau-Greenfield Park (Rue St-Georges - Chemin Tiffin) - Terminus Longueuil                  | 25   | C    |
| 59      | Saint-Hubert (Montgomery - Secteurs L-P)                                                                    | 16   | B    |
| 60      | Brossard (Boulevard Milan)- Saint-Hubert (Boulevard Gaétan Boucher) - Promenades Saint-Bruno-de-Montarville | 28   | C    |
| 77      | Brossard (Parc industriel)                                                                                  | 2    | A    |
| 77      | Longueuil (Chemin du Coteau-Rouge- Cégep Édouard-Montpetit)                                                 | 7    | A    |
| 160     | Brossard (Boulevard Milan)- Saint-Hubert (Boulevard Gaétan Boucher) - Promenades Saint-Bruno-de-Montarville | 28   | C    |
| 526     | Greenfield Park (École Centennial)                                                                          | 4    | A    |
| 542     | Saint-Hubert (École Heritage Regional High School)                                                          | 4    | A    |
| 609     | Saint-Hubert (École)                                                                                        | 4    | A    |
| 618     | Saint-Lambert (Collège Champlain - Écoles privées) - Longueuil (Écoles privées)                             | 4    | A    |
| 670     | Brossard (École Antoine-Brossard)                                                                           | 4    | A    |
| T48     | Brossard (Boulevard St-Laurent)                                                                             | 29   |      |

### Exo Le Richelain et Roussillon
| Circuit | Destinations                                               | Quai | Aile |
| ------- | ---------------------------------------------------------- | ---- | ---- |
| 453     | La Prairie (Vieux La Prairie) - Terminus Panama            | 10   | B    |
| 458     | La Prairie - Terminus Panama                               | 11   | B    |
| 459     | Candiac - Terminus Panama                                  | 12   | B    |
| 553     | Sainte-Catherine - Delson - Terminus Panama                | 15   | B    |
| 650     | Delson - Candiac - La Prairie - Terminus Panama            | 13   | B    |
| 651     | Delson - Candiac - La Prairie -Terminus Panama - Longueuil | 13   | B    |

### Ville de Saint-Jean-sur-Richelieu
| Circuit | Destinations                      | Quai | Aile |
| ------- | --------------------------------- | ---- | ---- |
| 96A-96L | Ville de Saint-Jean-sur-Richelieu | 14   | B    |